# Paul Dijoud
Paul Dijoud (Neuilly-sur-Seine, 25 de junho de 1938) é um ex-diplomata e político francês, que foi também Ministro de Estado do Mónaco entre 1994 e 1997.
Foi embaixador da França na Colômbia (1988–1991), México (1992–1994) e Argentina (1997–2003). Foi Ministro do Ambiente do governo francês.